# 水早流
水早流（みずはやりゅう）は、水早家に伝わったとされる武術の流派である。

## 歴史
奥州伊達の清水白鳳入道から水早同石に伝わった。

水早家の門人には関口新心流の柔術や制剛流二代目の梶原源左衛門の捕手を学んだ者が多く、制剛流の水早長左衛門信正と関係があるとされている。
水早蔵人の門人で武州の吉岡八角は梶原流捕手、水早蔵人の門人で加賀の天流源八左衛門は関口流、水早帯刀の門人で越後の味岡数馬は関口流柔術、水早筑前守の門人で相模の野中平馬は梶原流捕手と関口流、水早筑前守の門人で伊勢の風伝左衛門は関口流を学んでいる。

## 系譜
分派に野中流、味岡流、吉岡流、清古流、風伝流などがある。
水早流の系譜
- 清水白鳳
- 水早同石
- 水早蔵人
- 水早帯刀
- 水早筑前守

水早蔵人以降の系譜
- 水早蔵人
  - 水早帯刀
    - 水早筑前守
      - 野中平馬(相模)
      - 風伝左衛門（伊勢）

    - 味岡数馬(越後)
    - 心外外記（近江）

  - 吉岡八角（武州）
  - 清古大学（上州）
  - 天流源八左衛門（加賀）